# Відкритий чемпіонат США з тенісу 1997
Відкритий чемпіонат США з тенісу 1997 проходив з 25 серпня по 7 вересня 1997 року на відкртих кортах Тенісного центру імені Біллі Джин Кінг у парку Флашинг-Медоуз у районі Нью-Йорка Квінз. Це був четвертий, останній турнір Великого шолома календарного року.

## Огляд подій
Чемпіон двох минулих років в одиночному розряді чоловіків Піт Сампрас поступивя Петру Корді в четвертому колі. Новим чемпіоном став австралієць Патрік Рафтер. Це була для нього перша перемога в турнірах Великого шолома. 
У жінок минулорічна чемпіонка Штеффі Граф не брала участі в турнірі через травму. Новою чемпіонкою США вперше стала Мартіна Хінгіс, для якої це був уже третій мейджор. 
Парний розряд серед чоловіків уперше виграли Євген Кафельніков (4 Великий шолом) та Даніель Вацек (3-ій Великий шолом). 
Лінзі Девенпорт та Яна Новотна виграли парні змагання серед жінок. Девенпорт здобула другу парну перемогу в турнірах Великого шолома та першу в США, Новотна здобула парну третю перемогу в США і 13-ту загалом.
Переможці міксту Манон Боллеграф та Рік Ліч стали чемпіонами США вдруге, а загалом для Боллеграф це була четверта перемога в мейджорах, а для Ліча — восьма.

## Результати фінальних матчів

### Дорослі
| Одиночний розряд. Чоловіки      |                                 |                    |
| Патрік Рафтер                   | Грег Руседскі                   | 6–3, 6–2, 4–6, 7–5 |
|                                 |                                 |                    |
| Одиночний розряд. Жінки         |                                 |                    |
| Мартіна Хінгіс                  | Вінус Вільямс                   | 6–0, 6–4           |
|                                 |                                 |                    |
| Парний розряд. Чоловіки         |                                 |                    |
| Євген Кафельніков Даніель Вацек | Йонас Бйоркман Ніклас Култі     | 7–6(10–8), 6–3     |
|                                 |                                 |                    |
| Парний розряд. Жінки            |                                 |                    |
| Ліндсі Девенпорт Яна Новотна    | Джиджі Фернандес Наташа Звєрєва | 6–3, 6–4           |
|                                 |                                 |                    |
| Мікст                           |                                 |                    |
| Манон Боллеграф Рік Ліч         | Мерседес Пас Пабло Альбано      | 3–6, 7–5, 7–6(7–3) |
|                                 |                                 |                    |

### Юніори
| Одиночний розряд. Хлопці           |                               |                    |
| Арно Ді Паскуале                   | Веслі Вайтгаус                | 6–7, 6–4, 6–1      |
|                                    |                               |                    |
| Одиночний розряд. Дівчата          |                               |                    |
| Кара Блек                          | Кілдін Шевальє                | 6–7(5–7), 6–1, 6–3 |
|                                    |                               |                    |
| Парний розряд. Хлопці              |                               |                    |
| Фернандо Гонсалес Ніколас Массу    | Жан-П'єр Лінар Мікаель Льодра | 6–4, 6–4           |
|                                    |                               |                    |
| Парний розряд. Дівчата             |                               |                    |
| Марісса Ірвін Александра Стівенсон | Кара Блек Ірина Селютіна      | 6–2, 7–6           |
|                                    |                               |                    |